# خط آی‌آرتی پلهام
خط آی‌آرتی پلهام (انگلیسی: IRT Pelham Line) یکی از خط‌های متروی نیویورک سیتی در بخش برانکس است.
این خط که در سال ۱۹۱۸ تأسیس شده دارای ۱۸ ایستگاه است.

## نگارخانه

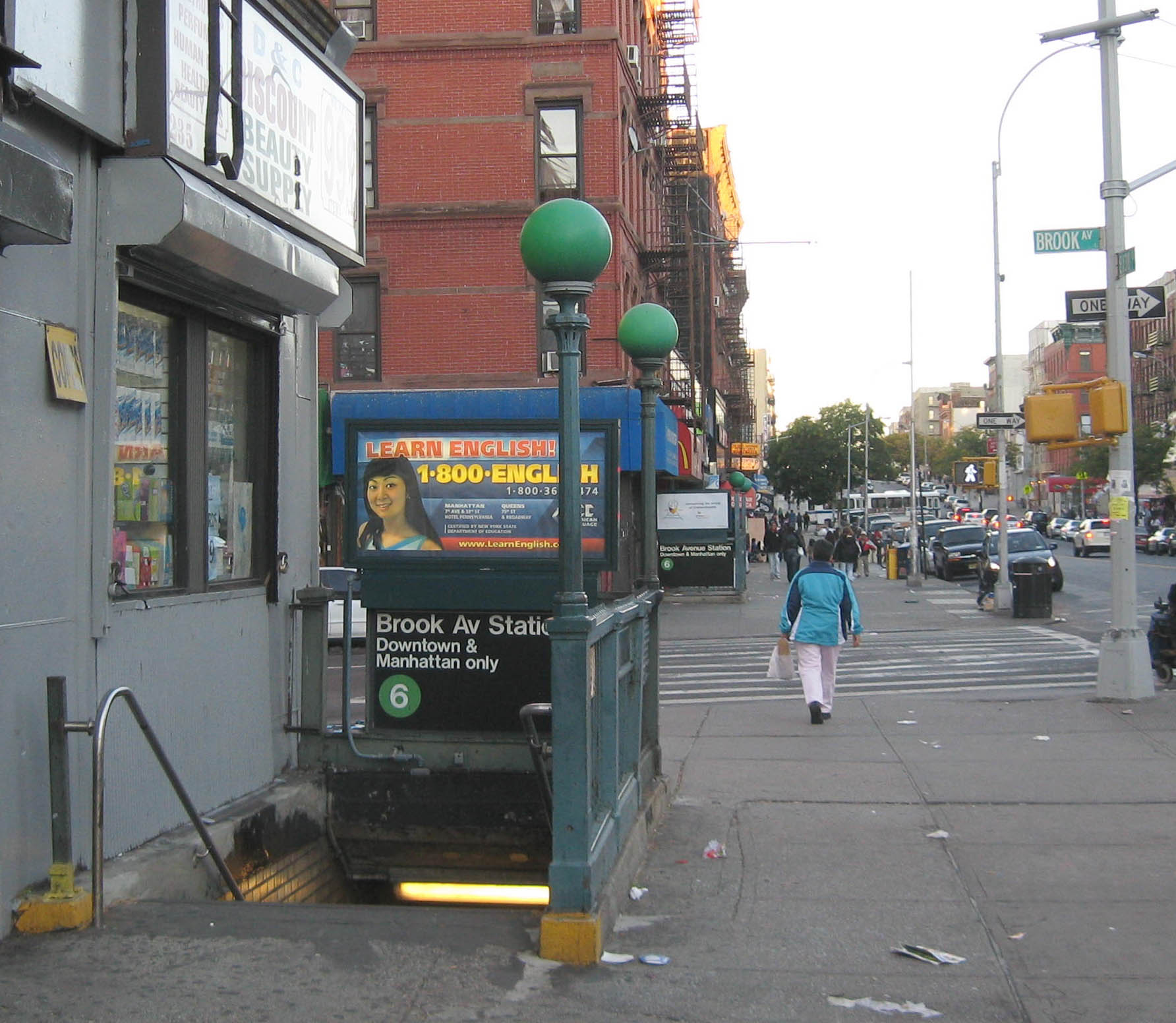
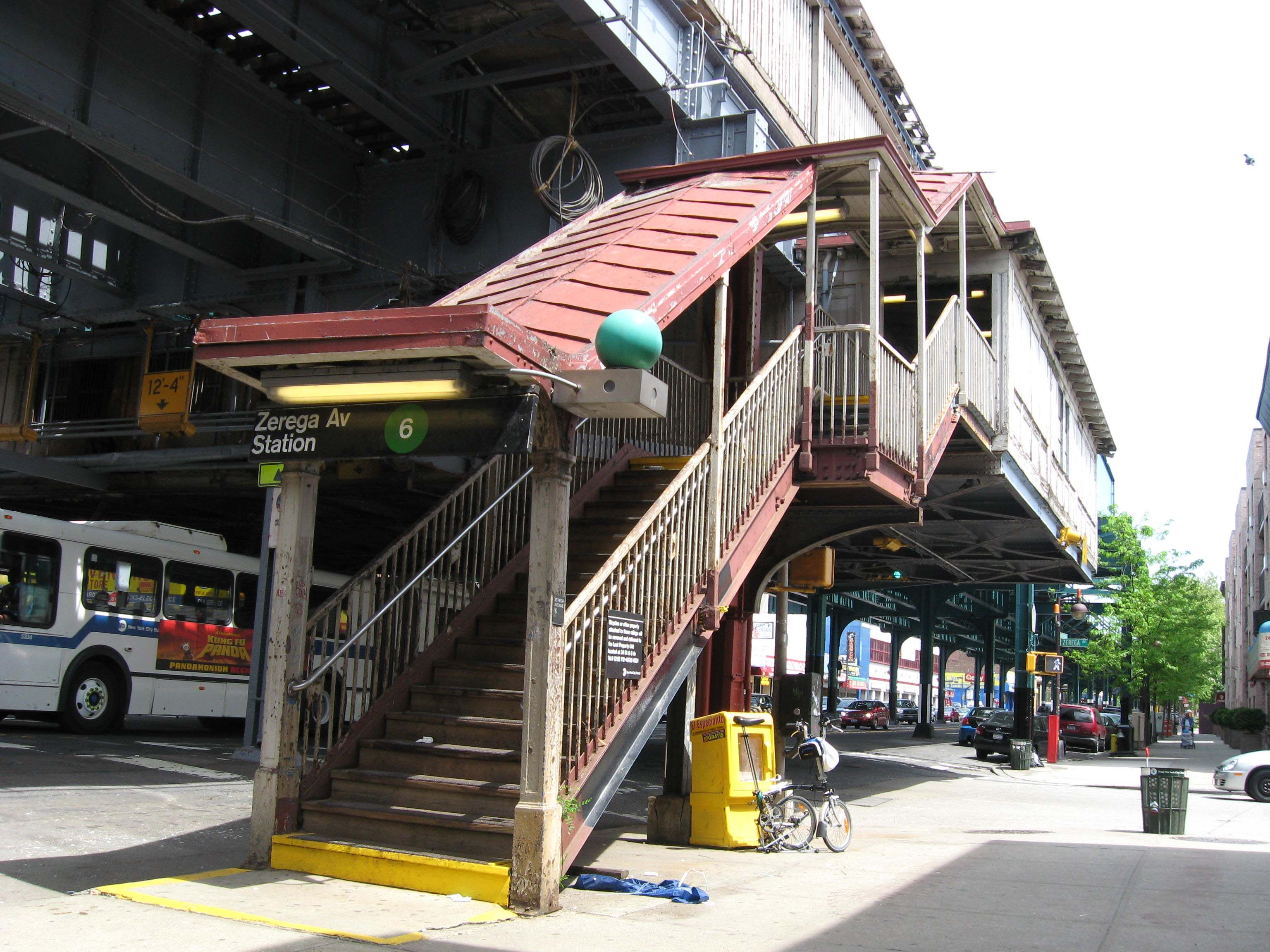
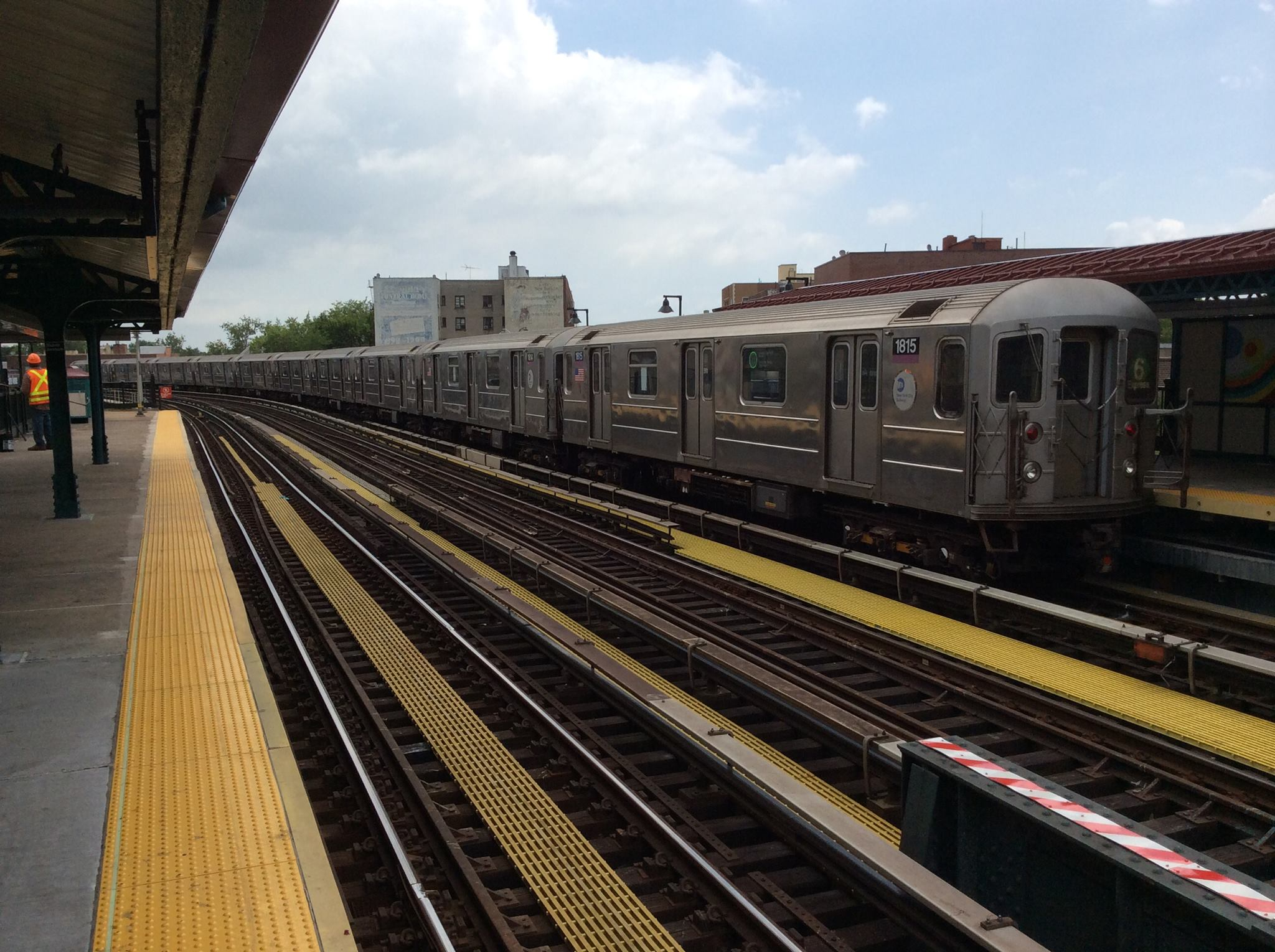
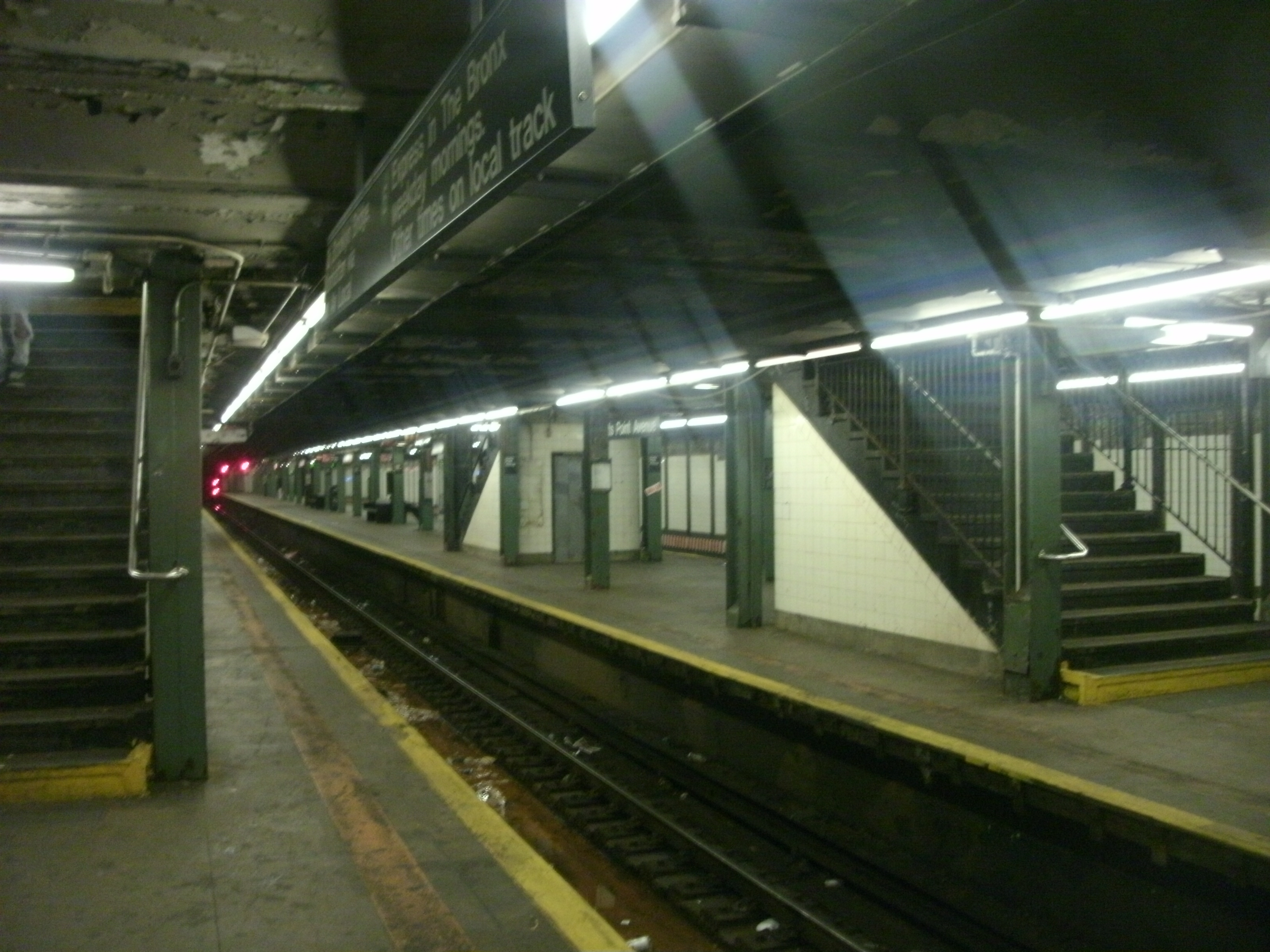